# پرینس آمپونسا (بازیگر)
پرینس آمپونسا بازیگر کانادایی است. 

## زمینه
آمپونسا حرفه بازیگری خود را با ایفای نقش‌های تئاتری در جشنواره شاو در اوایل دهه ۲۰۱۰ آغاز کرد.  در نوامبر ۲۰۱۲، او در یک آتش سوزی آپارتمان مجروح شد، هر دو دست خود را در نزدیکی آرنج از دست داد و چندین هفته را در کما گذراند،  و یک سال و نیم جراحی منظم و توانبخشی را پشت سر گذاشت. 

## دوران کاری
او در نیمه دوم دهه ۲۰۱۰ به صحنه بازگشت و در سال ۲۰۱۶ با نمایشنامه تحقیر براندون کرون تولید شد. 
در سال ۲۰۱۷ او در یک تولید از ملحفه‌های سالواتوره آنتونیو ظاهر شد، در نقشی که از او خواست تا به صورت کاملا برهنه روی صحنه ظاهر شود.  در همان سال او در دو قسمت فصل سوم کیل‌جویز در نقش هاویگان، صاحب یک نوار هک‌مد ظاهر شد، و در فیلم کوتاه برنده جایزه شرن لی بازی کرد. 
در سال ۲۰۱۸ او در فیلم مستند کوتاه جیمی میلر ، داستان شاهزاده،  نقش آفرینی کرد و نقش اصلی را در تولید نمایشنامه جودیت تامپسون پس از خاموشی ایفا کرد.  او همچنین در این دوره نقش‌های مهمان در سریال‌های تلویزیونی رازهای فرانکی دریک، داستان ندیمه و کارآگاهان خصوصی داشت.
در سال ۲۰۲۱ او در نقش آگوست، یکی از اعضای سمفونی مسافرتی، در مینی‌سریال تلویزیونی ایستگاه یازده ظاهر شد،  و در «امت»، مشارکت سیروس مارکوس ور در پروژه آینده سیاه ۲۱، اجرا کرد. 
در سال ۲۰۲۲ او نقشی تکراری در نقش ماروین در سریال وب نان تست آووکادو داشت،  که برای آن نامزدی جایزه هنرهای تصویری کانادا برای بهترین نقش مکمل در یک سریال وب در یازدهمین دوره جوایز نمایشی کانادا در سال ۲۰۲۳ شد  نقش او در این سریال به عنوان یک گام مثبت رو به جلو برای بازنمایی افراد دارای معلولیت مورد ستایش قرار گرفت، زیرا معلولیت او به طور روایی مورد تایید قرار گرفت اما به عنوان جنبه تعیین کننده داستان شخصیت او مورد توجه قرار نگرفت. 

## لینک های خارجی
- پرینس آمپونسا در بانک اطلاعات اینترنتی فیلم‌ها (IMDb)